# Opisthoncus eriognathus
Opisthoncus eriognathus är en spindelart som först beskrevs av Tord Tamerlan Teodor Thorell 1881.  Opisthoncus eriognathus ingår i släktet Opisthoncus och familjen hoppspindlar. Inga underarter finns listade i Catalogue of Life.